# Batalla de Coliseo
La Batalla de Coliseo fue un grupo de acciones militares llevadas a cabo en los alrededores del poblado del mismo nombre, en la provincia de Matanzas, Cuba, el 23 de diciembre de 1895, durante la Guerra Necesaria (1895-1898), por la independencia de Cuba.

## Contexto histórico
Con el estallido de la Guerra Necesaria en la primavera de 1895, las fuerzas independentistas cubanas vuelven a constituir el Ejército Libertador de Cuba. 
Tras varias campañas cortas exitosas para los cubanos, se constituye el gobierno de la República de Cuba en Armas en septiembre de ese año. 
Inmediatamente después de conformado el gobierno, se comienza a preparar con rapidez la Invasión al Occidente de la isla, la cual partió de Mangos de Baraguá el 22 de octubre. 
Atravesando toda la isla, el contingente invasor de aproximadamente 4000 hombres, liderados por los mayores generales Máximo Gómez y Antonio Maceo, alcanzó la provincia de Matanzas en diciembre y, para finales de ese mes, se hallaban a las puertas de la provincia de La Habana, donde se encontraba la capital del país. 
Para entrar en esta última provincia, debieron realizar una serie de acciones militares en las inmediaciones del poblado de Coliseo, el cual da nombre a esta batalla. 

## Acciones militares
Las fuerzas de Gómez y Maceo atacaron, tomaron e incendiaron Coliseo, tras escasa resistencia de la guarnición. Gómez sabía que una formidable agrupación de fuerzas hispanas, al mando de Martínez Campos, trataría de impedir su avance hacia la capital. 
Al arribar, la tropa española pudo formar sus cuadros. Maceo situó la caballería a la izquierda y desplegó la infantería buscando la protección del terreno. Ambos jefes mambises, seguidos por un centenar de jinetes, cargaron contra el enemigo; pero no lograron romper la formación. Varios oficiales insurrectos fueron heridos y muerto el caballo de Maceo. 
La retaguardia mambisa, al mando del entonces Comandante Enrique Loynaz del Castillo, consiguió, a pesar de la resistencia enemiga, ocupar las ruinas del ingenio, en violenta acción de sólo diez minutos. Por su parte, Gómez pudo sacar la impedimenta, llevándola por el camino real, en movimiento que el adversario apreció como maniobra de flanqueo, por lo que abrió fuego de artillería, se replegó y abandonó sus posiciones. 
Mientras, la vanguardia invasora continuaba su avance, seguida por el centro de la columna, y protegidos ambos por la retaguardia; luego, Maceo envió en busca de la retaguardia, cuya salida fue asegurada por grupos de contención. La tropa mambisa se reorganizó y, al anochecer, avanzó hacia Sumidero. 
Esta acción evidenció que los españoles, dirigidos personalmente por Martínez Campos, no podían contener la marcha invasora cubana, lo que tuvo una gran repercusión política. Tras pocos minutos de refriega, la batalla resultó victoriosa para los cubanos.

## Consecuencias
Con la victoria cubana en esta batalla, el contingente invasor logró pasar a la provincia de La Habana sin demasiada dificultad, en donde continuó sus operaciones, en plenas narices del poder colonial español. 
Por su parte, los españoles tuvieron que recrudecer la persecución contra los cubanos y destinar mayor cantidad de hombres y recursos en la contienda. 
Sin embargo, el contingente invasor cubano alcanzó el extremo más occidental de la isla el 22 de enero de 1896, habiendo fracasado España en sus intentos de frenar a los independentistas cubanos. 